# Karin Logemann

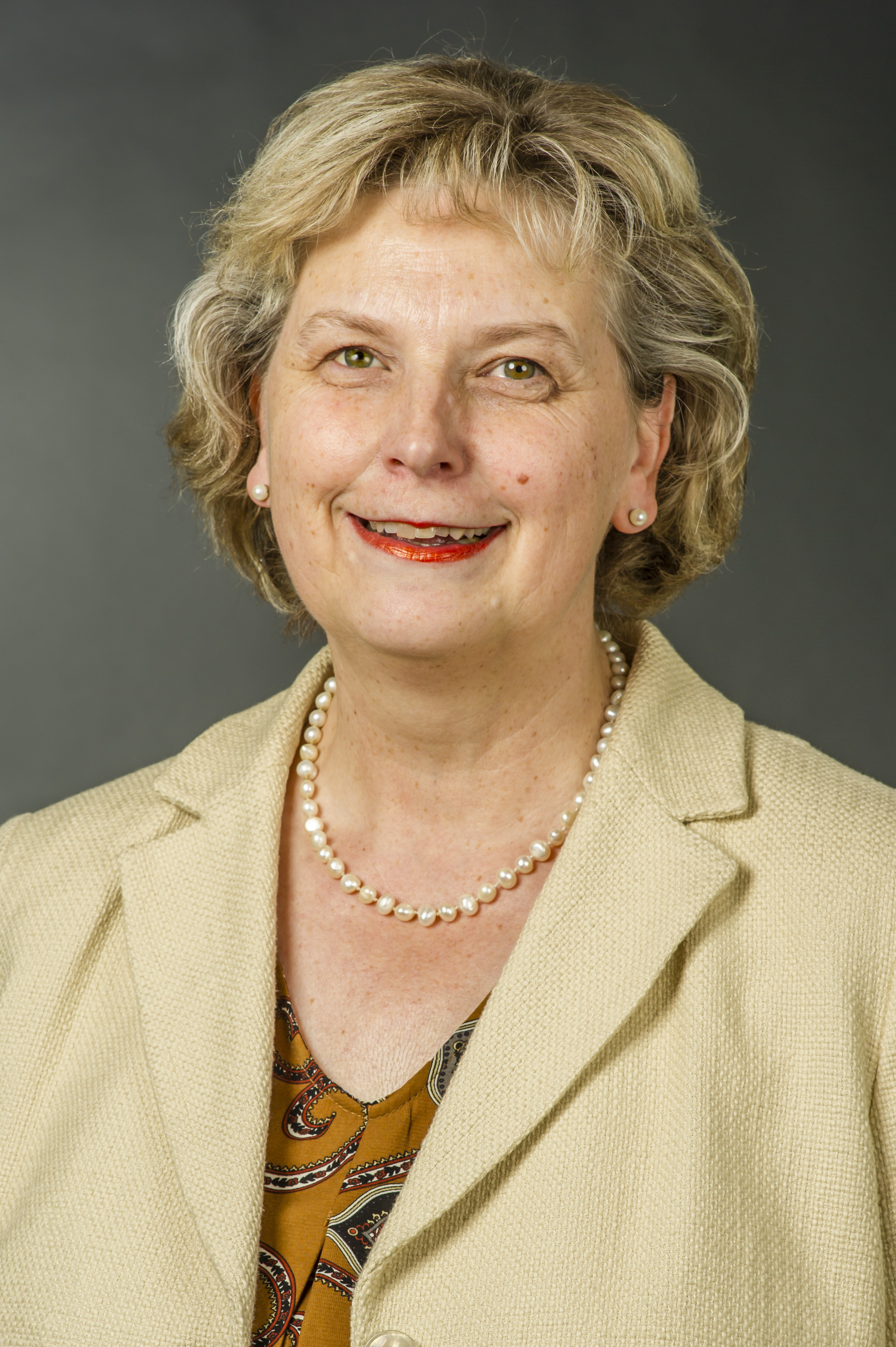
Karin Logemann, 2018

Karin Logemann (* 17. Januar 1961 in Berne) ist eine deutsche Politikerin (SPD) und seit Oktober 2014 Abgeordnete im Niedersächsischen Landtag.

## Werdegang
Karin Logemann absolvierte zunächst eine Ausbildung als Erzieherin. Nach langjähriger Tätigkeit als Tageszeitungs-Journalistin absolvierte sie eine Weiterbildung zur IT-Systemkauffrau und war als Marketing-Assistentin in einem IT-Unternehmen tätig. Ab 2005 war sie selbstständig mit ihrer eigenen Public-Relations-Agentur tätig.
Logemann gehört der SPD seit 2006 an. Seit gehört sie dem Rat der Gemeine Berne seit 2001 an, seit 2006 auch dem Kreistag des Landkreises Wesermarsch. Im Oktober 2014 rückte sie für Claus Peter Poppe über die Landesliste in den Niedersächsischen Landtag nach. Bei der Landtagswahl 2017 wurde sie als Direktkandidatin im Landtagswahlkreis Wesermarsch in den Landtag gewählt. Sie ist Sprecherin der SPD-Landtagsfraktion für Ernährung, Landwirtschaft, Verbraucherschutz und Landentwicklung. Logemann ist Mitglied im Landtagsausschuss für Ernährung, Landwirtschaft, Verbraucherschutz und Landesentwicklung sowie im Unterausschuss Häfen und Schifffahrt. Bei der Landtagswahl in Niedersachsen 2022 konnte sie das Direktmandat verteidigen.
Logemann ist verheiratet und hat drei Töchter.